# Cleaver Road
Cleaver Road es una localidad de Trinidad y Tobago, que forma parte de la región de Tunapuna-Piarco.

## Geografía
La localidad abarca parte de la isla Trinidad y limita al norte, sur y este con Sherwood Park y al oeste con D'Abadie.

## Demografía
Datos demográficos de la localidad de Cleaver Road:
| Gráfica de evolución demográfica de Cleaver Road entre 2000 y 2011 |
|                                                                    |